# سفارة إسبانيا في أوكرانيا
سفارة إسبانيا في أوكرانيا هي أرفع تمثيل دبلوماسي لدولة إسبانيا لدى أوكرانيا. تقع السفارة في كييف وهي تهدف لتعزيز المصالح الإسبانية في أوكرانيا.

## وصلات خارجية
- الموقع الرسمي
- قائمة سفارات إسبانيا
- قائمة السفارات في أوكرانيا